# Mollie O'Callaghan
Mollie Grace O'Callaghan, född 2 april 2004, är en australisk simmare. 

## Karriär
I juli och augusti 2021 erhöll O'Callaghan två guld och ett brons vid OS i Tokyo efter att ha simmat försöksheaten på 4×100 meter frisim, 4×100 meter medley samt 4×200 meter frisim, där Australiens kapplag sedermera tog de medaljerna.
Den 18 juni 2022 vid VM i Budapest var O'Callaghan en del av Australiens kapplag som tog guld på 4×100 meter frisim. Tre dagar senare tog hon silver på 200 meter frisim efter att endast besegrats av kinesiska Yang Junxuan. Följande dag var O'Callaghan på nytt en del av Australiens kapplag som tog silver på 4×200 meter frisim. Dagen därpå tog hon mästerskapets andra guld och totalt fjärde medalj på 100 meter frisim efter ett lopp på 52,67 sekunder. Följande dag var O'Callaghan en del av Australiens kapplag som tog guld och satte ett nytt världsrekord på 4×100 meter mixed frisim. Hon avslutade sedan mästerskapet med att ta silver med kapplaget på 4×100 meter medley och tog totalt sex medaljer, varav tre guld.
I december 2022 vid kortbane-VM i Melbourne tog O'Callaghan sju medaljer. Individuellt tog hon silver på 100 meter ryggsim och brons på 50 meter ryggsim, där hon noterade ett nytt oceaniskt rekord. O'Callaghan var även en del av Australiens kapplag som tog guld och noterade nya världsrekord på 4×100 meter frisim, 4×200 meter frisim och 4×50 meter medley samt som tog silver och noterade ett nytt oceaniskt rekord på 4×50 meter frisim. Hon erhöll också ett silver efter att ha simmat försöksheatet på 4×100 meter medley, där Australien sedermera tog medalj.
Vid olympiska sommarspelen 2024 i Paris så tog O'Callagan fem medaljer. Hon vann 200 meter frisim på det nya olympiska rekordet 1.53,27 och var med i lagkappslagen som vann 4x100 meter frisim och 4x200 meter frisim. Hon tog även silver (damer) och brons (mixed) på 4x100 meter medley. Hon deltog även på 100 meter frisim där hon slutade fyra.